# La Vall de Bianya
La Vall de Bianya è un comune spagnolo di 1 135 abitanti situato nella comunità autonoma della Catalogna.